# ヴェラ・バラノフスカヤ
ヴェラ・バラノフスカヤ（ロシア語: Барановская, Вера Всеволодовна/英語: Vera Baranovskaya、1885年 - 1935年12月7日）は、帝政時代のロシアの女優。ドイツやチェコスロバキアで撮影された映画やロシアの劇場で有名な女優。

## 来歴
1885年、サンクトペテルブルク生まれ。
ヴェラは1903年から1915年までコンスタンチン・スタニスラフスキーのモスクワ芸術座で演技指導を受けた。1916年、ヴェラは『Власть первого（ひとつの灯り）』で映画デビューし、この年5本の映画で主演。この頃のヴェラを象徴するのは1911年から1913年の間に撮影された『Каталоге сохранившихся фильмов（生き残った映画のひつ）』、『Заря русской революции（ロシア革命の夜明け）』であるとされる。1915年から1922年かけて、ハルキウ、キエフ、オデッサ、トビリシ、カザンの劇場を転々とした。1922年、モスクワで映画劇団「Мастбар」を設立。1920年代後半には、映画において重要な役割を演じた。それは、どちらもフセヴォロド・プドフキンが監督したリアルな母を演じた1926年の『Мать（母）』、働く女性を演じた1927年の『Конец Санкт-Петербурга（サンクトペテルブルクの最後）』で、帝政ロシア末期の映画の中で最も印象的な女性像を演じた。
1928年、ベルリンのプロレタリア映画会社「プロメテウス」は、『Путь пролетарки（プロレタリキの道）』で主演をしていたヴェラを招待した。プロメテウスはドイツを出て、チェコ映画では初めての音声映画である1930年の『Тонка-Виселица（トンカ・ハングマン）』、歴史的な叙情詩作家を描いた同年の『Святой Вацлав（聖ヴァーツラフ）』をチェコスロバキアで撮影した。『Святой Вацлав』の成功でヴェラはドイツとフランスで撮影を申し入れされた。
ヴェラの最高傑作はドイツ映画の1929年のミハエル・ドブソン監督による『Ядовитый газ（有毒ガス）』、1930年のゲオルギ・アサガロフ監督による『Бунт в воспитательном доме（教育の家での暴動）』といわれる。その後、1932年にフランスへ移り住み、1935年に死去した。

## 出演作品
- サンクトペテルブルクの最後
- 母